# Ferdinand du Bois
Le baron Ferdinand du Bois, né à Anvers le 28 mars 1767 et mort le 27 juillet 1848, est un homme politique belge. 

## Biographie
Ferdinand Antoine Désiré Adrien du Bois est le fils de Jean-Antoine du Bois, seigneur de Vroylande, et de Dymphone della Faille de Nevele. Marié à Reine Wellens, il est le père de Ferdinand du Bois de Nevele, le beau-frère de Jacques Cornelissen et de Jean de Baillet, le beau-père d'Edouard Cogels, d'Edouard Moretus Plantin et de Louis de Vinck (nl), ainsi que le grand-père de Charles du Bois de Vroylande.
Lors de la création du royaume uni des Pays-Bas en 1815, il est membre du comité chargé de préparer la nouvelle constitution et devient par la suite membre du Conseil d'État. 
En 1830, du Bois est élu au Congrès national pour l'arrondissement d'Anvers. Comme la plupart des représentants anversois, il vote contre l'exclusion perpétuelle des Nassau. Il est donc considéré comme un orangiste. Pour le reste, il est classé parmi les représentants catholiques. Il vote pour Léopold de Saxe-Cobourg. 
En 1831, il est élu sénateur et le reste jusqu'en 1839.

## Mandats et fonctions
- Conseiller d'État
- Membre du Congrès national (1830-1831)
- Sénateur par l'arrondissement d'Anvers (1831-1839)

## Sources
- C. BEYAERT, Biographies des membres du Congrès national, Bruxelles, 1930, p. 71.
- Christoffe De Fossa, Généalogie de la famille du Bois, Bruxelles